# Робот-советник
Робот-советник (англ. «robo-advisor») —  автоматизированная платформа, которая предоставляет финансовые консультации и сервис по созданию и управлению инвестиционным портфелем с минимальным вмешательством человека. Робот-советник также называют «автоматизированным советником по инвестициям», «автоматизированным управлением инвестициями», «онлайн советником по инвестициям» и «робо-советником».
Процесс инвестиционного консультирования роботов-советников базируется на математических алгоритмах, не требующих вмешательства консультанта-человека. Используется полностью автоматический процесс, как для определения первоначального распределения активов инвесторов, так и для последующего управления (перебалансировки) инвестиционного портфеля клиента.
Обязательные элементы услуги доверительного управления, получаемой через робо-эдвайзера:
- Риск-профилирование,
- Дистанционное открытие инвестиционного счета,
- Создание и обслуживание инвестиционного портфеля (подбор, формирование и регулярные перебалансировки).

При создании инвестиционного портфеля главным является выбор оптимального распределения (аллокации) клиентских активов в зависимости от инвестиционных целей, инвестиционного горизонта и отношения клиента к риску. При этом в большинстве случаев для формирования инвестиционного портфеля автоматические советники не используют конкретные ценные бумаги, а концентрируются на выборе активов, доступ к которым осуществляется через индексные инструменты.
Научную основу деятельности робо-эдвайзеров заложили создатели современной портфельной теории - Гарри Марковиц (Harry M. Markowitz), Джеймс Тобин (James Tobin), Уильям Шарп (William F. Sharpe).

## История
Первые роботы-советники появились в 2008 году в США, а затем использование автоматизированных платформ для составления инвестиционного портфеля стало популярным в Европе, Австралии и Канаде, и с тех пор с каждым годом их число и сумма активов под их управлением быстро растет.
В 2018 году количество активов под управлением робо-эдвайзеров достигло примерно $200 млрд., на сегодняшний день крупнейшие роботизированные советники функционируют на рынке США: Vanguard Personal Advisor Services ($100 млрд), Schwab ($10.2 млрд), Betterment ($14 млрд) и Wealthfront ($11 млрд). По оценкам аудиторской компании Deloitte, к 2020 году мировой объем рынка автоматизированного управления активами может достичь $3,7 триллионов, а к 2025 — уже $16 триллионов.
За последние пять лет совокупный объем портфелей под управлением роботов уже вырос в десятки раз, но $200 млрд под их управлением — лишь небольшая часть 20-триллионного мирового рынка управления активами. Управление инвестициями, основанное на базе полностью автоматизированных платформ, является прорывом в развитии индустрии, так как позволяет оказывать услуги индивидуального управления, ранее доступные только обеспеченным клиентам, массовой аудитории с минимальными издержками. На мировом рынке роботизированные финансовые советники взимают комиссию в размере от 0,2 % до 1,0 % от активов под управлением, тогда как услуги традиционных специалистов по финансовому планированию стоят около 1,35 % от находящихся в управлении активов, согласно исследованию AdvisoryHQ News, и доступны лишь небольшой части населения развитых стран.

## Принцип работы робо-эдвайзеров
Работа робо-эдвайзеров, как правило, состоит из нескольких этапов. Сначала они анализируют возраст, планируемый размер инвестиций и риск-профиль инвестора (его склонность или несклонность к риску), а затем составляют подходящий для него инвестиционный портфель. Обычно он формируется из биржевых инвестиционных фондов (ETF), которые позволяют обеспечить должный уровень диверсификации вложений и оптимальное соотношение риск/доходность. Инвестор открывает у робо-эдвайзера счет, пополняет его, а алгоритм автоматически составляет и поддерживает оптимальное сочетание весов активов в портфеле.
Наиболее популярные инструменты, из которых робо-эдвайзер формирует инвестиционный портфель, — биржевые инвестиционные фонды ETF, так как они дают простой доступ к широкому набору классов активов, не покупая каждый входящий в него актив отдельно, и имеют низкие издержки инвестирования, следовательно, оставляют больше средств на счетах клиентов.

## Робо-эдвайзеры в мире

### Россия
По состоянию на начало 2017 года в России работает лишь один робо-эдвайзер с полным функционалом, выстроенным в соответствии с международными стандартами — сервис «Финансовый Автопилот», разработанный группой компанией FinEx. Сервис анализирует инвестиционный профиль клиента и подбирает персональный сбалансированный инвестиционный портфель из биржевых фондов ETF, обращающихся на Московской бирже.
Индексные инструменты (ETF), из которых формируются портфели, открывают доступ к 80 % капитализации мирового рынка акций, а также к золоту и облигациям. Суммарный мировой объем ETF — 4.9 трлн долл. За последние 10 лет среднегодовой рост активов под управлением ETF-фондов составил 18.9%. Объем ETF в России — около 11.6 млрд руб. (на июль 2018 г.).
В марте 2017 года был запущен робо-эдвайзер Right от петербургской компании «М3», автора Conomy — сервиса для помощи при принятии инвестиционных решений. Right собирает для пользователя портфель из акций и облигаций, которые торгуются на фондовой бирже ММВБ, а затем даёт рекомендации по ребалансировке. Ценные бумаги предлагаются исходя из ожиданий клиента по доходности, его склонности к риску и по результатам фундаментального анализа компаний: анализируется и прогнозируются финансово-экономические показатели предприятия, рассчитываются справедливые цены акций и потенциальная доходность. Периодически сервис перераспределяет активы в портфеле, поддерживая комплект ценных бумаг актуальным, при этом клиент подтверждает согласие на каждую сделку.В 2016 году Московская биржа признала Right лучшей инновационной идеей в инвестициях, а в 2017 году его аналитика использовалась в конкурсе МосБиржи Invest Trial.
Своих робо-эдвайзеров разработали УК «Альфа-Капитал» — «Робоэдвайзинг», ВТБ24 — «ВТБ24-Автопилот», Сбербанк (в партнерстве с FinEx) — «Простые инвестиции», АК БАРС Банк — «Ак Барс советник».
Совместный проект Яндекс.Денег и FinEx — Yammi, был представлен в июле 2018 г.. Его особенностью является минимальный порог входа, что позволяет отнести его к сегменту микро-инвестирования (наиболее известный сервис Acorns).
Росбанк (группа Société Générale) и FinEx в октябре 2018 г. запустили автоматизированный сервис SmartInvest.

### США
Ведущие робо-эдвайзеры находятся в США. На сегодняшний день крупнейшим робо-эдвайзером считается сервис  Vanguard Personal Advisor Services). За ним следуют Charles Schwab («Schwab Intelligent Portfolios», с 2015 года), Betterment» (2008), Wealthfront (2008) и Personal Capital (2009).

### Австрия
Наиболее известные робо-эдвайзеры: Finabro , Moomoc, с конца 2017 года появился Savity.

### Великобритания
Наиболее известные робо-эдвайзеры: Nutmeg (начало 2011 года), MoneyFarm (2011), Swanest (2014), Scalable Capital (2014), eVestor (2016) и Wealth Horizon.

### Германия
Наиболее известные робо-эдвайзеры: Startups A.IX Capital (Дюссельдорф), DeinAnlageberater.de (Бавария), Easy Folio (Франкфурт, Шанхай), Ginmon (Франкфурт), Growney (Берлин), Scalable Capital (Мюнхен / Лондон) , LIQID (Берлин), Vaamo (Франкфурт), Visualvest (Франкфурт) и Whitebox (Вайль-на-Рейне). Банковские предложения предоставляют Fintego (European Bank for Financial Services, подразделение Comdirect / Commerzbank), cominvest (comdirect Bank AG), Wüstenrot ETF Managed Depot (Wüstenrot Bank AG Pfandbriefbank) и Quirion (Quirin Privatbank).

### Китай
Наиболее известные робо-эдвайзеры: CreditEase, Ginmon, ToumiRA и Xuanji.

### Швейцария
Первым робо-эдвайзером Швейцарии является VZ Finanzportal компании VZ VermögensZentrum (с 2010 года). Другие известные: TrueWealth (2014, c 2016 совместно с Basellandschaftliche Kantonalbank), Descartes Finance (2015), UBS («UBS Advice», 2015), Glarner Kantonalbank («Investomat», 2015), Allianz Suisse с ELVIA e-invest (2017) и Bank Werthstein.

## Активы под управлением
По состоянию на февраль 2017 года активы под управлением ведущих робо-эдвайзеров распределены следующим образом:
| Активы под управлением (в млн. долларов США) | Активы под управлением (в млн. долларов США) | Активы под управлением (в млн. долларов США) |
| Компания                                     | Страна                                       | AuM                                          |
| -------------------------------------------- | -------------------------------------------- | -------------------------------------------- |
| The Vanguard Group                           | США                                          | 47,000                                       |
| Charles Schwab Corporation                   | США                                          | 10,200                                       |
| Betterment                                   | США                                          | 7,360                                        |
| Wealthfront                                  | США                                          | 5,010                                        |
| Personal Capital                             | США                                          | 3,600                                        |
| FutureAdvisor                                | США                                          | 808                                          |
| Nutmeg                                       | Великобритания                               | 751                                          |
| AssetBuilder                                 | США                                          | 671                                          |
| Wealthsimple                                 | Канада                                       | 574                                          |
| Financial Guard                              | США                                          | 454                                          |
| Rebalance IRA                                | США                                          | 403                                          |
| Scalable Capital                             | Германия                                     | 125                                          |

## Чек-лист для проверки, является ли сервис робо-эдвайзером
| Параметр                                                                                                | Wealthfront    | Финансовый Автопилот | Yammi          | Комментарий |
| Стратегия инвестирования – оптимизация распределения активов (asset allocation)                         | Да             | Да                   | Да             | Если вам предлагают выбор из готового набора портфелей или отбор акций по качественным признакам (факторам), то это явный признак отсутствия ключевого элемента робо. |
| Состав портфелей — индексные фонды с минимальными издержками (ETF)                                      | Да             | Да                   | Да             | Если портфель составлен из отдельных акций, то впору задуматься, о том, зачем вам предлагается взять дополнительный риск – ведь попытки обыграть пассивный индекс дороги, а главное очень редко приводят к успеху.                                                                                |
| Полноценное риск-профилирование на основе опросника, разработанного по международным стандартам         | Да             | Да                   | Да             | Помните, что главная цель опросника ― выявить, как вы себя поведете в случае коррекции рынка. Инвестирование требует дисциплины, которая проверяется в моменты рыночной турбулентности, и если вы с трудом переживаете коррекцию, то в этом случае вам стоит отказаться от доходности выше рынка. |
| Высокая ликвидность портфеля                                                                            | Да             | Да                   | Да             | Все просто: низкая ликвидность ― гарантия неэффективных перебалансировок, когда это будет необходимо. |
| Несет ли поставщик услуги ответственность за свою работу, должен ли он ставить ваши интересы выше своих | Да – сервис ДУ | Да – сервис ДУ       | Да – сервис ДУ | Речь о юридическом оформлении услуги. В РФ критерию отвечает только услуга доверительного управления (ДУ). |
| Возможность открытия/закрытия портфеля без штрафов                                                      | Да             | Да                   | Да             | В жизни могут быть разные обстоятельства, и возможность получить средства в момент, когда они вам необходимы, может быть очень важна. |
| Удаленное формирование портфеля. Удобство, без которого робо быть не может                              | Да             | Да                   | Да             | Сервисы без возможности создать реальный портфель ― просто калькуляторы. |
| Автоматическая перебалансировка                                                                         | Да             | Да                   | Да             | Если от вас требуют что-то подтверждать или верифицировать, или просто регулярная перебалансировка не предполагается, то это значит, что провайдер переносит ответственность на вас. |

## Информация о доходности
| Сервис                        | Доходность за 2 года, долл США (декабрь 2015-декабрь 2017) |
| ----------------------------- | ---------------------------------------------------------- |
| Schwab Intelligent Portfolios | 27.7%                                                      |
| SigFig                        | 26.3%                                                      |
| Personal Capital              | 25.1%                                                      |
| WiseBanyan                    | 24.6%                                                      |
| Betterment                    | 24.3%                                                      |
| Vanguard                      | 22.0%                                                      |
| Acorns                        | 21.1%                                                      |

Источник: Backend Benchmarking for The RoboReport.com